# Hans-Joachim Hennig
Hans-Joachim Hennig (* 23. Mai 1945 in Rendsburg; † 21. Mai 2017 in Dresden) war ein deutscher Maler und Grafiker.

## Leben
Hennig war der älteste Sohn des Arztes Wolfgang Franz Erich Hennig und der Hausfrau Alice Helene Kaprolat. Er wuchs auf in Rotenbek am Sachsenwald bei Hamburg, Parchim, Gebesee und Suhl. Bereits als Kind malte und zeichnete er eifrig. Der Zeichenlehrer Brömse an der Internatsschule in Neudietendorf ermutigte ihn zur künstlerischen Betätigung und zu zwei Bewerbungen für ein Studium der Malerei an der Kunsthochschule in Berlin-Weißensee, die allerdings erfolglos blieben. In Suhl besuchte Hennig einen Malkurs von Hans Hattop.
Am Krankenhaus in Meiningen absolvierte er 1963–1965 eine Facharbeiterausbildung zum Krankenpfleger. Nach dem Grundwehrdienst war er 1967–1969 als Mitarbeiter am Kulturhaus in Suhl tätig. Von 1969 bis 1973 studierte er an der Karl-Marx-Universität Leipzig Kulturwissenschaften. Danach arbeitete er bis 1977 in der Abteilung Kultur – Bildung  des FDGB in Leipzig. Von 1977 bis 1990 war er im Amt für industrielle Formgestaltung in Dresden tätig. Nach der Auflösung dieser Einrichtung wirkte er bis 1993 im Kulturverein „reiter e. V.“ in Dresden mit. Während dieser Zeit nimmt er eine intensive künstlerische Arbeit auf und wird Mitglied im Künstlerbund Dresden.
Aus seiner Ehe mit der Kunstwissenschaftlerin Gitta-Kristine Hennig, geb. Albert, gingen ein Sohn, Sebastian Hennig, der sich ebenfalls als bildender Künstler und zudem als Publizist betätigt, und eine Tochter, Adele, hervor. Hennig nutzte seit 2010 ein Atelier im Gebäude der vormaligen Eberhard Päßler KG an der Micktener Windmühle.

## Werk
Hennig hat schon in seiner Jugend und während des Militärdienstes gemalt und gezeichnet. Doch das eigentliche künstlerische Werk entstand erst seit der Wende 1990, als die Freistellung von der geregelten Erwerbstätigkeit ihm Zeit für die künstlerische Arbeit ließ. In den letzten fünfundzwanzig Jahren seines Lebens entwickelte er von der Abstraktion zum Gegenstand fortschreitend seinen eigenwilligen Stil. Neben Malerei, Grafik und Zeichnungen gestaltete Hennig in den neunziger Jahren auch Happenings und fertigte Materialcollagen und Installationen.

Hans-Joachim Hennig, Brühlsche Terrasse mit Frauenkirche und Kran, Aquarell 2005

Hans-Joachim Hennig, Hamburg – Hafenpromenade, Aquarell, 2005

Hans-Joachim Hennig, Blick zum Lilienstein, Aquarell 2003

Hans-Joachim Hennig, Figuren mit angewinkelten Armen, Wasserfarben und Bleistift, 2001

## Ausstellungen

### Einzelausstellungen
- 1993 Nach dem Semikolon, Sächsischer Landtag, Dresden
- 1994 Einbildung, Kunstverein Alte Feuerwache Loschwitz
- 1996 Kulturkonsum Grundstraße, Dresden
- 1997 Zeitvertreib, Jazzkeller Baba Ryba Dresden
- 1999 Seitenansicht, Goetheinstitut Dresden
- 2001 Nachbild, Buchhandlung Lesezeichen Dresden
- 2002 Verschiedene Motive, Weinkabinett, Dresden
- 2003 Ähnliche Landschaften, Galerie Süd Leipzig
- 2004 In der Umgegend, Galerie am Damm Dresden[1]
- 2005 Privatgelände, Kulturrathaus Dresden
- 2005 Landpartie, Schloss Neschwitz
- 2006 Leichte Brise, Bunte Stube Ahrenshoop
- 2008 Es leuchten die Sterne, grünland, Dresden
- 2010 schöne Stellen, Alte Wasserkunst Bautzen
- 2011 Ossa di seppia, Buchhandlung Lesezeichen
- 2013 Galerie ApART, Marcilhac sur Célé (Fr)
- 2015 Winterstraße, Buchhandlung Lesezeichen[2]
- 2018 tagtraum, Kunstgalerie KG 13, Dresden[3]

### Ausstellungsbeteiligungen
- 1993 Südwärts, Bogota (Kolumbien) und Quito (Ekuador)
- 1994 Zeitblick, Residenzschloss Dresden
- 1999 Reise zu Puschkin, Internationales Begegnungszentrum Dresden
- 2000 1. Biennale Neues Aquarell, Kunststation Kleinsassen
- 2001 Inspiration Moritzburg, Schloss Moritzburg
- 2004 Zu Fünft, Käthe-Kollwitz-Haus Moritzburg
- 2005 100 Sächsische Grafiken, Chemnitz
- 2005 Landesbühnen Sachsen Radebeul
- 2009 Risse in der Zeit, Bundespatentgericht München
- 2011 Pontifical, kunstraum gad Berlin